# Brand Winterbock
Brand Winterbock is een Nederlands bier van hoge gisting.
Het bier wordt gebrouwen in Wijlre, bij brouwerij Brand. Het is een donkerrood/robijnkleurig bier met een alcoholpercentage van 7,5%. 
In 1984 kwam Brand Winterbock als Brand Sylvester op de markt, het was het eerste bovengistende bier van Brand. 
De eerste jaren had dit winterbier nagisting op de fles, maar in de jaren negentig werd besloten om alleen nog het eindproduct af te vullen.
Eind 2019 is besloten om de naam Sylvester te veranderen in Winterbock.
Het bier is te verkrijgen in de wintermaanden.

## Onderscheidingen
- In 2010 kreeg Brand Sylvester drie sterren op de Superior Taste Awards.[1]